# اف 650 فاندورو
اف 650 فاندورو (بالإنجليزية: BMW 650 single)‏ هي دراجة نارية من تصنيع بي إم دبليو.